# Manuel Urbaneck
Manuel Urbaneck (* 27. Januar 1985 in Heidelberg) ist ein deutscher Filmregisseur, Drehbuchautor, Schauspieler und Spezialeffektkünstler.

## Leben und Karriere
Der 1985 in Heidelberg geborene Urbaneck realisierte seinen ersten auf verschiedenen kleinen Festivals gezeigten 33-minütigen Kurzfilm Live or Let Die im Jahr 2014. Dabei übernahm er die Tätigkeitsfelder des Maskenbildners, des Kameramanns und des Produzenten sowie den Part des Regisseurs. In den Jahren danach arbeitete er als Visual Effects Supervisor für verschiedene Low Budget Horror-Produktionen. 2019 entstand unter der Regie von Thomas Pill, Helmut Brandl, Markus Hülse, Kris Santa sowie Manuel Urbanecks eigenem Beitrag der Horrorfilm Stories of the Dead – Die Farm mit Beatrix Klimpke, Eva Habermann und Ralf Richter in den Hauptrollen. 	
2020 inszenierte Urbaneck den 96-minütigen deutschen Independent-Film Live or Let Die mit Jan Bohlenschmidt in der Hauptrolle. Der Zombie-Film feierte seine Premiere am 11. Januar 2020 beim renommierten Horror on sea Film Festival im Vereinigten Königreich.
Urbaneck lebt und arbeitet als freischaffender Regisseur, Autor und Schauspieler in Landau in der Pfalz. Er ist verheiratet und hat zwei Kinder.

## Filmografie

### Als Regisseur
- 2014: Live or Let Die (Kurzfilm)
- 2019: Stories of the Dead – Die Farm
- 2020: Live or Let Die

### Als Drehbuchautor
- 2020: Live or Let Die

### Als Schauspieler
- 2014: Live or Let Die (Kurzfilm)
- 2016: First drop of Blood
- 2016: Blood Feast
- 2018: Beta (Kurzfilm)
- 2019: Stories of the dead
- 2020: Live or Let Die